# Oxytropis glacialis
Oxytropis glacialis är en ärtväxtart som beskrevs av George Bentham. Oxytropis glacialis ingår i släktet klovedlar, och familjen ärtväxter. Inga underarter finns listade i Catalogue of Life.